# 泉州话
泉州話（白話字：Choân-chiu-oē，閩拼：Zuán-ziū-wê，國際音標：[tsuan˨˨ tsiu˧˧ ue˦˩]）是汉藏语系汉语族闽语支闽南语的一种方言，属闽南语的泉漳片。
历史上，泉州话的府城腔曾长期是闽南语泉漳片的代表方言，闽南传统的梨园戏都是以泉州话为标准音。至清末，随着五口通商，厦门逐渐兴起，泉州话的标准音地位才渐渐被厦门话取代。

## 歷史淵源
泉州話的形成跟秦汉、晋唐时期中原汉人大批南下入闽有着密切的关系。漢末、三国時代，吳國入閩設立建安郡，使福建除原有百越土著民族的語言以外，另外也带来了一部分的吳越楚地漢語語言。但汉族大規模入閩則是始於永嘉之乱，中原的衣冠八族（詹林黄陳鄭邱何胡）开始避难到福建的泉州晉江等流域一带，帶來了当时的古汉语（例：有身、新妇、斟酌、鼎、箸、失礼），初步形成了日後的泉州话。由於晉室南遷，大批北方漢人入閩，帶來上古音（3世紀時中原的語言），為白話音主要的来源，早於文讀音。

## 分布地区
泉州話使用范围覆盖泉州地区全境，包括今天的鲤城区、丰泽区、洛江区、泉港区、晋江市、南安市、石狮市、惠安县、安溪县、永春县、德化县和泉州经济技术开发区（国家级）、泉州台商投资区（国家级）等县（市、区、管委会），使用人口800多万。
此外，香港約有70萬泉州人，當中晉江人有40萬。會說閩南語多數是50歲以上的老一輩人口，有部份中年人說粵語時仍帶有不少閩南口音，年輕的一代因為教育、廣播、政府機構中只使用粵語，隨著閩南人和其他族群通婚，普遍亦已改說中英夾雜的香港粵語。

## 音韻體系
請注意：以下 [ ] 內的符號是實際發音，/ / 內的代表音位，⟨ ⟩ 內的是白話字拼法。 創制泉州話白話字的人是 Douglas（1873, 1899: 尤其請看609－610）。
泉州城裡的話共有6個調號（加上不帶符號的聲調就是8個音位）、在聲母方面14個音位（但是白話字裡更多聲母拼法）和87個韻母。（因為城裡有韻母 ⟨ö⟩ 合併到 ⟨e⟩ 裡去之類的傾向，所以有的人少幾個。）

### 聲母
- 以下加斜體的 [ʨʰ]、[ʨ]、[ɕ]、[ʥ] 和 [l]、[g]、[b] 是 /ʦʰ/、/ʦ/、/s/、/ʣ/ 和 /n/、/ŋ/、/m/ 的音位變體。前四個變體只接以 [e] 或 [i]（兩個前元音）開頭的韻母。後三個變體在與非鼻化韻母相拼時出現。那兩個情況以外的韻母就與 [ʦʰ]、[ʦ]、[s]、[ʣ] 和 [n]、[ŋ]、[m] 相拼。（後三個音位還作為韻尾。）
- 每個音位底下的漢字是（1800年在南安縣成書的）泉州韻書《彙音妙悟》 （页面存档备份，存于）用來指他的名稱。

|        |        | 雙唇音            | 雙唇音         | 齒齦音             | 齒齦音         | 齦顎音             | 齦顎音         | 軟顎音            | 軟顎音          | 聲門音            |
| 清音   | 濁音   | 清音              | 濁音           | 清音               | 濁音           | 清音               | 濁音           | 清音              |                 |                   |
| ------ | ------ | ----------------- | -------------- | ------------------ | -------------- | ------------------ | -------------- | ----------------- | --------------- | ----------------- |
| 鼻音   | 鼻音   |                   | ⟨m⟩ [m] /m/ 文 |                    | ⟨n⟩ [n] /n/ 柳 |                    |                |                   | ⟨ng⟩ [ŋ] /ŋ/ 語 |                   |
| 塞音   | 不送氣 | ⟨p⟩ [p] /p/ 邊    | ⟨b⟩ [b] /m/ 文 | ⟨t⟩ [t] /t/ 地     |                |                    |                | ⟨k⟩ [k] /k/ 求    | ⟨g⟩ [g] /ŋ/ 語  | (不標) [ʔ] /ʔ/ 英 |
| 塞音   | 送氣   | ⟨ph⟩ [pʰ] /pʰ/ 普 |                | ⟨th⟩ [tʰ] /tʰ/ 他  |                |                    |                | ⟨kh⟩ [kʰ] /kʰ/ 氣 |                 |                   |
| 塞擦音 | 不送氣 |                   |                | ⟨ts⟩ [ʦ] /ʦ/ 爭    | ⟨j⟩ [ʣ] /ʣ/ 入 | ⟨ch⟩ [ʨ] /ʦ/ 爭    | ⟨j⟩ [ʥ] /ʣ/ 入 |                   |                 |                   |
| 塞擦音 | 送氣   |                   |                | ⟨chh⟩ [ʦʰ] /ʦʰ/ 出 |                | ⟨chh⟩ [ʨʰ] /ʦʰ/ 出 |                |                   |                 |                   |
| 擦音   | 擦音   |                   |                | ⟨s⟩ [s] /s/ 時     |                | ⟨s⟩ [ɕ] /s/ 時     |                |                   |                 | ⟨h⟩ [h] /h/ 喜    |
| 邊音   | 邊音   |                   |                |                    | ⟨l⟩ [l] /n/ 柳 |                    |                |                   |                 |                   |

### 韻母
- 帶 /ʔ/ 或別的聲母的 [ŋ̍]（＝白話字的 ⟨ng⟩） 可以單獨作為韻母。
- 帶聲母 /ʔ/ 的 [m̩] 也可以單獨作為韻母。（有的地方還可以拼聲母 /h/，像＊媒字和＊茅字的廈門話白讀是 ⟨hm̂⟩。）
- 元音 [ə]（＝白話字的 ⟨ö/er⟩）實際發音有時開口較大或較小，音值就接近 [ɜ] 或 [ɘ]。
- 元音 [ɨ]（＝白話字的 ⟨ü/ir⟩）也是央元音（但是常被標為後元音ɯ）。比較靠後的 ⟨ü⟩ 可以比如在福建漳州（最南部的縣）詔安的＊魚字裡聽到。
- 韻尾 ⟨…p⟩、⟨…t⟩、⟨…k⟩ 實際上有時讀濁音，例如在小稱音節 ⟨…-á⟩ 前就讀 [b]、[d]、[g]。

|                                | [i] (= ⟨i⟩) 伊                 | [u] (= ⟨u⟩) 取                |
| [a] (= ⟨a⟩) 阿                 | [ia] (= ⟨ia⟩) 爺               | [ua] (= ⟨oa⟩) 娃              |
| [ɔ] (= ⟨o•⟩) 烏                |                                |                               |
| [o] (= ⟨o⟩) 蠔                 | ［iə/io] (= ⟨iö⟩/⟨io⟩) 冓 / 叫 |                               |
| [ə] (= ⟨ö⟩) 妹                 |                                |                               |
| [e] (= ⟨e⟩) 裔                 |                                | [ue] (= ⟨öe⟩/⟨oe⟩) 雞 / 瓜    |
| [ɨ] (= ⟨ü⟩) 魚                 |                                |                               |
|                                | [iu] (= ⟨iu⟩) 優               | [ui] (= ⟨ui⟩) 胃              |
| [ai] (= ⟨ai⟩) 哀               |                                | [uai] (= ⟨oai⟩) 歪            |
| [au] (= ⟨au⟩) 交               | [iau] (= ⟨iau⟩) 妖             |                               |
| [əm] (= ⟨öm⟩) 欣               | [im] (= ⟨im⟩) 音               |                               |
| [am] (= ⟨am⟩) 庵               | [iam] (= ⟨iam⟩) 閹             |                               |
| [m] (= ⟨m⟩) 姆                 |                                |                               |
|                                | [in] (= ⟨in⟩) 因               | [ən/un] (= ⟨ön⟩/⟨un⟩) 恩 / 溫 |
| [an] (= ⟨an⟩) 漢               | [ian] (= ⟨ien⟩) 胭             | ［uan] (= ⟨oan⟩) 選           |
| [ŋ] (= ⟨ng⟩) 黄                | [iŋ] (= ⟨eng⟩) 英              |                               |
| [ɨŋ/əŋ] (= ⟨ng⟩/⟨öng⟩) 酸 / 生 |                                |                               |
| [aŋ] (= ⟨ang⟩) 江              | [iaŋ] (= ⟨iang⟩) 蘋            | [uaŋ] (= ⟨oang⟩) 風           |
| [ɔŋ] (= ⟨ong⟩) 汪              | [iɔŋ] (= ⟨iong⟩) 恭            |                               |
|                                | [ĩ] (= ⟨iⁿ⟩) 嬰                |                               |
| [ã] (= ⟨aⁿ⟩) 涵                | [ĩã] (= ⟨iaⁿ⟩）營              | [ũã] (= ⟨oaⁿ⟩) 寒             |
| [ɔ̃] (= ⟨o•ⁿ⟩) 惡               |                                |                               |
|                                | [ĩũ] (= ⟨iuⁿ⟩) 鴦              | [ũĩ] (= ⟨üiⁿ⟩) 閒             |
| [ãĩ] (= ⟨aiⁿ⟩) 耐              |                                | [ũãĩ] (= ⟨oaiⁿ⟩) 彎           |
|                                | [ĩãũ] (= ⟨iauⁿ⟩) 貓            |                               |
|                                | [ĩʔ] (= ⟨ihⁿ⟩) 捏              | [ũĩʔ] (= *⟨üihⁿ⟩) 蜢          |
| [ãʔ] (= ⟨ahⁿ⟩) 凹              | [ĩãʔ] (= ⟨iahⁿ⟩) 贏            |                               |
| [ɔ̃ʔ] (= ⟨o•hⁿ⟩) 瘼             |                                |                               |
| [ẽʔ] (= ⟨ehⁿ⟩) 咩              |                                |                               |
| [ãĩʔ] (= ⟨aihⁿ⟩) 唉            |                                | [ũãĩʔ] (= ⟨oaihⁿ⟩) (扌彎)     |
| [ãũʔ] (= ⟨auhⁿ⟩) 嗷            | [ĩãũʔ] (= ⟨iauhⁿ⟩) 蟯          |                               |
|                                | [iʔ] (= ⟨ih⟩) 踦               | [uʔ] (= ⟨uh⟩) 煦              |
| [aʔ] (= ⟨ah⟩) 盒               | [iaʔ] (= ⟨iah⟩) 頁             | [uaʔ] (= ⟨oah⟩) 活            |
| [ɔʔ] (= ⟨o•h⟩) 嘔              |                                |                               |
| [ɤʔ] (= ⟨oh⟩) 學               | [iɤʔ] (= ⟨ioh⟩) 藥             |                               |
| [əʔ] (= ⟨öh⟩) 呃               |                                |                               |
| [eʔ] (= ⟨eh⟩) 穢               |                                | [ueʔ] (= ⟨öeh⟩/⟨oeh⟩) 狹 / 拔 |
| [ɯʔ] (= ⟨üh⟩) 漬               |                                |                               |
| [auʔ] (= ⟨auh⟩) 篤             | [iauʔ] (= ⟨iauh⟩) 嚼           |                               |
| [mʔ] (= ⟨mh⟩) 嘸               |                                |                               |
| [ŋʔ] (= ⟨ngh⟩) 嗯              |                                |                               |
|                                | [iuʔ] (= ⟨iuh⟩) 搐             | [uiʔ] (= ⟨uih⟩) 挖            |
| [əp] (= ⟨öp⟩) 澁               | [ip] (= ⟨ip⟩) 立               |                               |
| [ap] (= ⟨ap⟩) 壓               | [iap] (= ⟨iap⟩) 葉             |                               |
|                                | [it] (= ⟨it⟩) 乙               | [ət/ut] (= ⟨öt⟩/⟨ut⟩) 核 / 搰 |
| [at] (= ⟨at⟩) 察               | [iat] (= ⟨iet⟩) 秩             | [uat] (= ⟨oat⟩) 越            |
| [ak] (= ⟨ak⟩) 沃               | ［iak] (= ⟨ök⟩/⟨ek⟩) 特 / 敵   |                               |
| ［ɔk] (= ⟨ok⟩) 國              | ［iɔk] (= ⟨iok⟩) 欲            |                               |

### 聲調
泉州城裡的話共有6至7個單字調（來自8個音位）。
| 音位       | /1/               | /2/               | /3/               | /4/                            | /5/ 和 /6/                              | /7/                              | /8/                         |
| 調類       | 陰平              | 陽平              | 陰上              | 陽上                           | 去聲                                    | 陰入                             | 陽入                        |
| 音值       | ˧˧ (33)           | ˨˦ (24)           | ˥˥ (55)           | ˨˨ (22) = 老派; ˧˧ (33) = 新派 | ˦˩ (41)                                 | ˥ (5)                            | ˨˦ (24)                     |
| 白話字調號 | 不標調 ⟨a⟩        | ˆ ⟨â⟩             | ˊ ⟨á⟩             | ˇ ⟨ǎ⟩                          | ˋ ⟨à⟩ / ¯ ⟨ā⟩                           | 不標調 ⟨ap⟩ / ⟨at⟩ / ⟨ak⟩ / ⟨ah⟩ | ˈ ⟨a̍p⟩ / ⟨a̍t⟩ / ⟨a̍k⟩ / ⟨a̍h⟩ |
| 例字       | 詩 ⟨si⟩ 豐 ⟨hong⟩ | 時 ⟨sî⟩ 皇 ⟨hông⟩ | 始 ⟨sí⟩ 仿 ⟨hóng⟩ | 是 ⟨sǐ⟩ 奉 ⟨hǒng⟩              | 四 ⟨sì⟩ / 豉 ⟨sī⟩ 放 ⟨hòng⟩ / 鳳 ⟨hōng⟩ | 薛 ⟨sih⟩ 複 ⟨hok⟩                | 蝕 ⟨si̍h⟩ 服 ⟨ho̍k⟩           |

⟨à⟩ 為陰去，⟨ā⟩ 為陽去。今日的泉州話在單字裡已無法區別這兩種去聲，但在連讀的時候仍存在明顯的區別。詳見下面「連讀音變」一節。

## 連讀音變
與其他閩南語方言相同，泉州話存在連讀音變的現象。泉州話的連讀音變分為變調、輕聲、同化、異化、增音、減音六種。
泉州話和類似的閩南方言裡, 一個（或更多的）輕聲音節只在連調單位末出現。並且，在這個位置上，變調（就是說非輕聲的變調）不出現。（連調單位之間的界限是看語法構造而定的，因為某些語法結構各成一個連調單位。）每個的最後一個非輕聲的音節讀本調。那個音節的前面如果在連調單位裡還有音節的話，不管多少都盡量變調。 變調規律如下表 (不過，當出現三字相同的形容詞時，會出現例外現象。): 
| 音位            | /1/             | /2/             | /3/              | /4/               | /5/              | /6/               | /7/                       | /7/              | /8/                         |
| 調類和 本調音值 | 陰平 33         | 陽平 24         | 陰上 55          | 陽上 33 (新派)    | 去聲 41          | 去聲 41           | 陰入 5                    | 陰入 5           | 陽入 24                     |
| 調類和 本調音值 | 陰平 33         | 陽平 24         | 陰上 55          | 陽上 33 (新派)    | 陰去             | 陽去              | 陰入 ⟨…p/t/k⟩             | 陰入 ⟨…h⟩ = […ʔ] | 陽入 24                     |
| 白話字寫法      | 不標調 ⟨a⟩      | ˆ ⟨â⟩           | ˊ ⟨á⟩            | ˇ ⟨ǎ⟩             | ˋ ⟨à⟩            | ¯ ⟨ā⟩             | 不標調 ⟨ap⟩ / ⟨at⟩ / ⟨ak⟩ | 不標調 ⟨ah⟩      | ˈ ⟨a̍p⟩ / ⟨a̍t⟩ / ⟨a̍k⟩ / ⟨a̍h⟩ |
| 變調音值        | 不變            | 22              | 24               | 22                | 55               | 22                | 24                        | 不變             | 22                          |
| 例詞            | 豐富 ⟨hong -hù⟩ | 皇帝 ⟨hông -tè⟩ | 仿佛 ⟨hóng -hut⟩ | 奉命 ⟨hǒng -bēng⟩ | 放射 ⟨hòng -siā⟩ | 鳳凰 ⟨hōng -hông⟩ | 複姓 ⟨hok -sèng⟩          | 血氣 ⟨huih -khì⟩ | 服事 ⟨ho̍k -sāi⟩             |

## 聲韻學研究
西晉末年「衣冠南渡」，部分士族遷至今福建泉州與豐州一帶。詹琲於《全唐詩》卷七百六十一〈永嘉亂，衣冠南渡，流落南泉，作憶昔吟〉中即有相關記載。東晉王僧辯亦有「若建承華，本歸皇胄；心口相誓，惟擬晉安」之語。根據地方志《三山志》記載：「永嘉之亂，衣冠南渡，始入閩者八族」，可見中原士族南遷對閩地文化之深遠影響。
泉州南音被認為保存有漢唐宮廷燕樂遺風，相關證據如《明刊三種》等文獻可資佐證。歷史上，閩南語的標準音多以泉州府城腔為主，並講究與中古漢語音韻體系相符，特別是《切韻》、《廣韻》等韻書所載聲韻，不可隨意變更。
聲韻研究在泉州自古便頗為興盛，構成閩南語音系發展的一大特色（註：建國前「晉江」均指今日泉州市區）。
| 書名                         | 卷數/出版年 | 時代與地區    | 作者/編者    | 備註                                                           |
| ---------------------------- | ----------- | ------------- | ------------ | -------------------------------------------------------------- |
| 《詩聲譜》                   | 2卷         | 宋・晉江      | 陳知柔       |                                                                |
| 《蘇氏韻輯》                 | 4卷         | 明・晉江      | 蘇茂相       |                                                                |
| 《詩韻字考》                 | 1卷         | 明・晉江      | 蘇茂相       |                                                                |
| 《詩韻字考》                 | 1卷         | 明・晉江      | 韋際明       |                                                                |
| 《雙聲疊韻譜》               | 1卷         | 明・晉江      | 黃景昉       |                                                                |
| 《韻略易通》                 | 3卷         | 明・晉江      | 梁玉蕤       | 字舊穀，崇禎十三年(1640年)進士，官至吏部主事，撫州推官         |
| 《韻箋》                     | —           | 清・安溪      | 李光地       |                                                                |
| 《欽定音韻闡微》             | 18卷        | 清・安溪      | 李光地等纂   | 收錄於《四庫全書》，福師大藏                                   |
| 《韻法指南》                 | —           | 清・晉江      | 富中炎       | 字韜上，康熙監生，官至遼陽知州                                 |
| 《方音釋嚨》                 | —           | 清・晉江      | 方羽中       |                                                                |
| 《韻學溯源》                 | 4卷         | 清・惠安      | 孫經世       | 字濟侯，乾隆四十八年生，道光優貢                               |
| 《說文會通》                 | 16卷        | 清・惠安      | 孫經世       |                                                                |
| 《釋文辯證》                 | 14卷        | 清・惠安      | 孫經世       |                                                                |
| 《爾雅音疏》                 | 6卷         | 清・惠安      | 孫經世       |                                                                |
| 《文字淵源參考》             | —           | 清・晉江      | 蔡友璿       |                                                                |
| 《廣金石韻府》               | 5卷         | 清・莆田/晉江 | 林尚葵、李根 | 福師大藏；林尚葵字朱臣，李根字阿靈                             |
| 《音韻闡微》                 | —           | —             | 李光地       |                                                                |
| 《閩音必辨》                 | —           | 晉江          | 富允諧       |                                                                |
| 《彙音妙悟》                 | —           | 清・晉江      | 黃謙         | 嘉慶5年(1800)，字思遜，號柏山主人，南安水頭文斗村人            |
| 《佔畢音學》                 | 1卷         | 清・南安      | 王之珂       |                                                                |
| 《詩韻解》                   | —           | 清・安溪      | 王嚴龍       |                                                                |
| 《國語、閩南語對照常用辭典》 | 1969年      | 晉江          | 蔡培火       | 臺北正中書局出版；光緒十五年(1889年)生，曾任國民黨中央評議委員 |
| 《泉州方言韻》               | —           | 鯉城          | 林任生參編   | 林任生，民國元年(1912年)生                                     |
| 《八音定訣》                 | —           | 清・漳泉腔    | 葉開恩       |                                                                |

## 域外變體
闽南语泉州话与潮汕话有许多相似之处，甚至是同为福建闽南语中的厦门话、漳州话所没有的，如：泉州话的人称代词＊汝（‘你’）讀音为⟨lǘ⟩，这与潮州话相同，泉州话就曾经向西传入潮州。

### 廣東
廣東海豐、陸豐、惠東等地有早期泉州移民，與漳州移民现今已经融合為一體，其所說的海豐話、陸豐話發音為泉漳混合音，比較偏向漳州腔。

### 江西
江西東北部如廣豐、玉山等地亦有早期泉州移民，使用偏泉州話的贛東北閩南語。

### 浙江
浙江溫州南部的苍南县南港（横阳支江）流域和平阳县北港（鳌江干流）流域等地也有早期泉州移民，使用偏泉州腔的浙南閩語。

### 臺灣
泉州是臺灣漢人最大移民來源，泉州移民主要居住在中臺灣沿海地區和臺北盆地平原地帶。臺灣話鹿港腔的發音與泉州府城腔高度一致。

### 新加坡
新加坡現在依然有许多人使用福建話。早期的泉州、漳州移民现今已经融合為一體，所说的福建話口音為泉漳混合音。相比臺灣，新加坡的閩南语具有更濃的泉州口音，比較偏向泉州腔。

### 馬來西亞
馬來西亞有许多福建話（閩臺片閩南語）方言島。主要地區有柔佛州、槟城、吉打州等等。南部與北部的福建話有差異，南部福建話方言在口音上稍微偏泉州話。

### 印尼
印尼許多地区都有福建閩南人分布，尤其在蘇門答臘的棉蘭、廖内群島、以及東爪哇省的泗水市。早期印尼政府曾經禁止華人移民在印尼境内學習中文，因此許多福建移民以及其後裔喪失中文能力，他們的福建話也成為了無文字語言，只能說簡單的口語。也因為缺乏跟其他閩南地區的聯繫，印尼的福建話經過多年的孤立，已發展為一種夾雜許多印尼語詞彙的混合語。混合的程度在每個地區都不同。

### 菲律賓
菲律宾的咱人話，源自閩南語泉州話中的晉江話，現今還保存著很重的晉江腔。

## 現狀
相对于其他闽南地区，泉州地区闽南语普及和保护程度相对较好，泉州有中国大陆第一个全部采用闽南语播出的综合频道泉州电视台闽南语频道，其知名的闽南语节目《泉州讲古》拥有一定数量的固定收视人群。泉州市民基本都通晓闽南语，年轻人闽南语水平虽有下降但仍能在日常沟通交流，外来人口闽南语掌握程度较其他闽南地区高。泉州本地的撑闽南话活动、闽南语正字促进会等民间组织扮演着保护闽南语的重要角色。

### 大泉州地区公交的闽南语报站
2012年起，泉州公交发展有限公司与泉州第二公交公司，开始逐步在所属营运车辆的车载报站器内加入闽南语报站。截至2015年1月，两家公司81条线路中，除K604、K902、K201、K701以及K306的部分，共计100辆购于2011年底的车辆，因设备语音兼容问题，以及34、502、K207、K606，因未采集闽南语站点语音，而无法进行闽南语报站以外，两公司其余800余部车辆均基本實施闽南语报站。同时，目前除以上两家公交公司之外，石狮公交、晋江公交、德化闽兴公交等也實施了闽南语报站。

## 註解
1. ↑  .   [2015-04-30]. （原始内容存档于2015-07-04）.
2. ↑  福建概览 方言[永久]
3. ↑  周長楫. . 台北市: 台笠. 1996. ISBN 957-98-8611-3.
4. ↑  詹琲. . 中國哲學書電子化計劃.   [2014-07-10]. （原始内容存档于2015-03-19）. 憶昔永嘉際，中原板蕩年。衣冠墜塗炭，輿輅染腥膻，國勢多危厄，宗人苦播遷。南來頻灑淚，渴驥每思泉。
5. ↑  梁克家等人(南宋). . 維基文庫.   [2014-07-10]. （原始内容存档于2013-10-17）. 爰自永嘉之末，南渡者率入閩，陳、鄭、林、黃、詹、丘、何、胡，昔實先之。
6. ↑  .   [2015-01-31]. （原始内容存档于2015-05-18）.
7. ↑  有關這種沒有韻尾的單元音韻母，可以參考比如林連通 (主編)《泉州市方言誌》第七頁指出這種合併其中最常見的，用以下的話:「不論是新派還是老派，相當的一些人，常常」分別把 ‹ö› 和 ‹ü› 念成 ‹e› 和 ‹i›。
8. ↑  這個聲母混同柳母在閩南地區的東北部很普遍 (甚至在府城今日的管轄以外的例如廈門等地)。不過至少下列的泉州話(次)方言裡有入母。照林連通和陳章太 (1989：12) 永春縣裡「保存在 [其東北部的] 湖洋、[南部的] 仙夾 (老派)、[中部的] 蓬壺、[西部的] 一都等地」。
9. ↑  《當代泉州音字彙》(例如在2009年2月20日) 這麼寫:
「聲調（八個）...
  - 陰平（1） 	33 		蜘翻軍高東兼乖堅
  - 陽平（2） 	24 		群秦同橋含凡琴痰
  - 陰上（3） 	55 		黨返慘審抵滾普取
  - 陽上（4） 	22 或 33		治丈近簿動市在社
  - 陰去（5） 	41 		故泛晉困醉戰霸宋
  - 陽去（6） 	41 		電認共害大萬助念
  - 陰入（7） 	55 		法濕質福滴失筆帖
  - 陽入（8） 	24 		日罰服習碟實局雜

... 兩字連讀時，前字按以下規律變調：
  - 第 2、4（原調讀 33 者）、6、8 聲調值變為 22（例：群眾、治安、電話、日頭）
  - 第 3 聲調值變為 24（例：黨員）
  - 第 5 聲調值變為 55（例：故宮）
  - 第 1 聲讀原調（例：蜘蛛）
  - 第 7 聲讀原調（例：滴水、法律），但韻尾為 p t k 者也可變調為 24（例：法律）
  - 輕聲字的前字不變調（例：日時）」
10. ↑  《當代泉州音字彙》(至少從2006年7月20日到2009年2月20日) 寫:「陰平 ... 33 ... 陽上 ... 22 或 33 ... 陽上單字調存在兩種讀法。」
11. ↑  這些事情是李如龍在《泉州方言的“體”》一文中如下表達的: 「輕聲前的音節必定是本調，本調前的變調音節和本調及本調后的輕聲組成一个連調單位。一個連調單位也是一個意義單位，在結構上也是一個句子成分。」
12. ↑  .   [2015-01-31]. （原始内容存档于2015-07-02）.

## 参閲
- 闽南语
- 漳州话
- 同安话
- 厦门话
- 新加坡福建话

## 外部連結
- （繁體中文）黃謙。《彙音妙悟》 （页面存档备份，存于）。 [南安縣], [1800]。
- （英文）（繁體中文）Douglas, Carstairs. 《Chinese-English Dictionary of the Vernacular or Spoken Language of Amoy, with the Principal Variations of the Chang-chew and Chin-chew Dialects》.  London: Trübner, 1873.  Rev. ed., London: Presbyterian Church of England, 1899.  Rpt. of rev. ed. with supplement by Thomas Barclay, Shanghai: Commercial Press, 1923.  Rpt. of ed. with supplement, Princeton: Taipei: Chinese Linguistics Project; Ku t'ing, 1970.
- 林連通 & 陳章太。《永春方言誌》。北京: 語文出版社, 1989。
- 林連通 (主編)。《泉州市方言誌》。泉州地方誌叢書。北京: 社會科學文獻出版社, 1993。
- （繁體中文）網站《當代泉州音字彙》 （页面存档备份，存于）
- 语言文字学书目-泉州历史网 （页面存档备份，存于）